# Lowell (Arkansas)
Lowell – miasto w Stanach Zjednoczonych, w stanie Arkansas, w hrabstwie Benton.